# Hans Haubold von Einsiedel
Hans Haubold von Einsiedel (ur. 17 sierpnia 1654 na zamku Wolkenburg, zm. 1 października 1700 w Gersdorf) – królewsko-polski i elektorsko-saski szambelan i tajny radca, ochmistrz księżnej Anny Zofii Oldenburg - matki króla Polski Augusta II Mocnego.
Wywodził się z miśnieńskiego rodu hrabiowskiego Einsiedelów. W 1689 poślubił Annę Zofię von Rumohr. Miał piątkę dzieci. Jego dwaj synowie Cay Rudolph Haubold i Detlev Heinrich także osiągnęli godność królewsko-polskiego szambelana.